# Museo de Apolonia
El Museo de Apollonia o  Museo Arqueológico de Fier es un museo arqueológico aproximadamente a 8 km al oeste de Fier, Albania. Fue inaugurado en 1958.  El museo contiene artefactos desenterrados en las cercanías de la antigua ciudad griega de Apolonia de Iliria y está cerca del Monasterio de Ardenica.

## Historia
Los primeros intentos de realizar excavaciones en Apolonia fueron hechos durante la Primera Guerra Mundial por arqueólogos austriacos que desenterraron y exploraron principalmente las murallas que rodeaban la ciudad. Las excavaciones sistemáticas comenzaron en 1924 por una misión arqueológica francesa dirigida por Leon Rey, que sacó a la luz un complejo de monumentos en el centro de la ciudad. A finales de los años 1920 y 1930, Rey presionó para que se creara un museo arqueológico que albergara los artefactos que su equipo descubrió, pero la falta de financiación lo prolongó. Finalmente, el 8 de octubre de 1936, la colección de hallazgos arqueológicos de Apolonia se expuso en el edificio gubernamental de Vlorë, que sufrió bombardeos y saqueos durante la Segunda Guerra Mundial. Después de la guerra, otros hallazgos arqueológicos fueron objeto de otra campaña para la creación de un museo público, pero en la zona de Apolonia. Los arqueólogos S. Anamali y H. Ceka consiguieron reunir los fondos necesarios para abrir un museo y finalmente se abrió en 1958, en el pueblo de Pojan, dentro del sitio arqueológico antiguo. Durante el período comunista fue un éxito considerable.[2] Muchas de las excavaciones hechas por los arqueólogos albaneses durante un período de 40 años se exhibieron en el museo. Sin embargo, en 1991 fue saqueado y cerrado.
El 7 de diciembre de 2011 el Museo Arqueológico del Parque Nacional de Apolonia reabrió sus puertas después de 20 años. 688 objetos importantes, y un gran número de monedas antiguas lo convierten en uno de los museos más ricos del país. El proyecto de restauración del museo arqueológico se ha puso en marcha 3 años  antes con un fondo de 140 mil dólares, financiado por la UNESCO. El museo, con una superficie de 1000 metros cuadrados, fue cerrado a principios de los 90 debido a la depreciación del edificio. Los objetos arqueológicos desde entonces se almacenan en el Instituto de Monumentos de la capital. Aunque el porche se resintió después de que  se abriera una grieta, el terreno sigue estando dañado.

## Colección
El museo se encuentra en un edificio del siglo XIV que anteriormente fue el monasterio de Santa María. Se accede a él a través de una doble puerta de madera y una gran entrada en el lado oeste. El museo tiene 7 pabellones, una galería y 2 pórticos. El grueso de la colección se encuentra en 6 salas de la planta baja al norte y al oeste del complejo. En un pórtico del lado este se encuentra una impresionante colección de estatuas y en el edificio se conservan numerosos frescos de importancia histórica de la Edad Media, que se encuentran principalmente en el refectorio. En las paredes se pueden encontrar fragmentos de inscripciones y otras spolia y el museo también tiene una colección de mosaicos medievales.